# Спадкоємці (серіал, 2013)
«Спадкоємці» (кор. 왕관을 쓰려는 자, 그 무게를 견뎌라 – 상속자들, англ. The Heirs / Inheritors) — телесеріал, створений у 2013 році в Південній Кореї режисером Кан Сін Хе і Пу Сун Чхолем у жанрі романтика, драма та комедія.
Драма складається з 20 серій по 60 хвилин кожна.

## Сюжет
|  | Той, хто бажає носити корону, повинен витримати її вагу. |

Драма розповідає про життя студентів елітної старшої школи, спадкоємців великих корпорацій. У цих багатеньких хлопчиків і дівчаток, здавалося б, все під контролем — крім їхнього особистого життя. Кім Тхан (Лі Мін Хо) — молодий спадкоємець «Empire Group» відправлений вчитися за кордон. Але фактично його туди заслали подалі від компанії, керівництво якої взяв на себе його старший брат по батькові Кім Вон (Чхве Чін Хьок).
В Америці Кім Тхан випадково знайомиться з Чха Ин Сан (Пак Шин Хе), яка приїхала з Кореї в пошуках старшої сестри. Він відчуває, що закохується в неї, ще не знаючи, що вона — дочка домробітниці в будинку його матері. Необхідність повернутися в Корею разом зі своєю нареченою Рейчел Ю ставить його перед вибором між любов'ю і зобов'язаннями. А тим часом зведений брат Рейчел Ю, Чхве Йон До (колишній друг Кім Тхана) сам захоплюється Ин Сан. А хто сказав, що бути багатим, красивим учнем середньої школи легко?

## Сценарій
Сценаристка Кім Ин Сук написала сценарії для таких драм, як «Таємничий сад», «Гідність джентльмена» тощо. Багато виробничих компаній висловили своє невдоволення з приводу того, що Кім Ин Сук забрала багатьох акторів в свій майбутній проект. Один з виробників сказав: «Ми розуміємо, як вона привернула Лі Мін Хо і Пак Шин Хе, але ми не очікували, що такі зірки, як Чхве Чін Хьок, Чхве Вон Йон, Кім Сон Рьон, Кім У Бін, Пак Хьон Сік, Кристал, Кан Ха Ниль і Кан Мін Хьок приєднаються до проекту. Нещодавно ми запропонували їм ролі в інших драмах, але вони відмовилися, заявивши, що будуть зніматися в проекті Кім Ин Сук».
Він додав: «Це дуже вражає, що драма, яка вийде в ефір у жовтні, почала кастинг акторів ще навесні. Навіть виробники драм, які вийдуть в ефір у вересні, досі не завершили кастинг, але продюсери драми, яка вийде в ефір у жовтні, вже знайшли всіх акторів на головні ролі». Деякі актори навіть просили Кім Ин Сук затвердити їх на роль, незалежно від того, скільки їм заплатять. Здається, успіх драм «Гідність джентльмена» і «Таємничий сад» спонукав акторів погодитися на роль.

## Акторський склад

### Головні герої
- Кім Тхан (Лі Мін Хо) — спадкоємець «Empire Group», проте, завжди знаходиться в тіні свого старшого брата Кім Вона (Чхве Чін Хьок).
- Чха Ин Сан (Пак Шин Хе) — «спадкоємиця бідних», дочка економки будинку «Empire Group», потрапила в любовний трикутник з двома багатіями — Кім Тханом і Чхве Йон До.
- Чхве Йон До (Кім У Бін) — спадкоємець готельного бізнесу. Використовує свій розум зовсім не для поліпшення успішності в школі, а для того, щоб доставляти проблеми оточуючим.
- Ю Ра Хель / Рейчел (Кім Чі Вон) — наречена Кім Тхана, стервозна і чарівна зведена сестра Чхве Йон До.
- Юн Чхан Йон (Кан Мін Хьок) — син секретаря «Empire Group», близький друг Чха Ин Сан.
- Лі Бо На (Кристал) — спадкоємиця розважальної компанії. Колишня дівчина Кім Тана. Чан Йон виліковує її розбите серце.
- Лі Хьо Сін (Кан Ха Ниль) — син генерального прокурора, президент студради, закоханий у свою вчительку Чон Хьон Джу (Лім Чу Ин).
- Чо Мьон Су (Пак Хьон Сік) — спадкоємець компанії, що займається імпортом автомобілів. Він не хоче успадковувати сімейний бізнес. Швидко метикує, але воліє ледарювати.

### Другорядні герої
- Кім Вон (Чхве Чін Хьок) — старший зведений брат Кім Тхана, досвідчений і здібний молодий керівник групи Jeguk.
- Чон Хьон Джу (Лім Чу Ин) — вчитель в середній школі Jeguk. Вона спокійна й зібрана.
- Хан Кі Е (Кім Сон Рьон) — мати Кім Тан і коханка Кім Юн Нама.
- Кім Нам Юн (Чон Тон Хван) — президент групи Jeguk, і батько Кім Тана і Кім Вона.

## Нагороди
- 2013 SBS Drama Awards нагороджено Кан Мін Хека.
- 2013 SBS Драма нагороджено Кім Чжі Она.
- 2013 SBS Drama Awards нагороджено Кім У Біна.
- 2013 2013 нагороди International Artist Award отримали Кім У Бін і Парк Шин Хе.
- 2013 2013 Китай, Baidu Fei Лі Мін Хо — найкращий актор.
- 2014 Seoul Drama Awards найкращий фільм (найкраща корейська драма).
- 2014 3-й «APAN Star Awards» Award зірка драми Пак Шин Хе.

## Рейтинги
Рейтинги і вимірювання аудиторії компанії за регіонами можуть бути різними. Найнижчі рейтинги позначені синім кольором, а найвищі — червоним кольором.
| Серія            | Дата показу       | Середнє значення кількості переглядів | Середнє значення кількості переглядів | Середнє значення кількості переглядів | Середнє значення кількості переглядів |
| Серія            | Дата показу       | TNmS                                  | TNmS                                  | AGB Nielsen                           | AGB Nielsen                           |
| Серія            | Дата показу       | Загальнонаціональні                   | Сеул                                  | Загальнонаціональні                   | Сеул                                  |
| ---------------- | ----------------- | ------------------------------------- | ------------------------------------- | ------------------------------------- | ------------------------------------- |
| 1                | 9 жовтня 2013     | 9,9 %                                 | 12,0 %                                | 11,6 %                                | 13,1 %                                |
| 2                | 10 жовтня 2013    | 11,2 %                                | 13,4 %                                | 10,5 %                                | 11,8 %                                |
| 3                | 16 жовтня 2013    | 10,9 %                                | 13,9 %                                | 10,6 %                                | 11,8 %                                |
| 4                | 17 жовтня 2013    | 12,4 %                                | 15,2 %                                | 11,5 %                                | 12,7 %                                |
| 5                | 23 жовтня 2013    | 12,2 %                                | 15,6 %                                | 11,4 %                                | 12,8 %                                |
| 6                | 24 жовтня 2013    | 13,9 %                                | 17,9 %                                | 13,5 %                                | 14,8 %                                |
| 7                | 30 жовтня 2013    | 12,9 %                                | 16,2 %                                | 12,1 %                                | 13,1 %                                |
| 8                | 31 жовтня 2013    | 14,1 %                                | 17,6 %                                | 13,1 %                                | 14,1 %                                |
| 9                | 6 листопада 2013  | 13,3 %                                | 16,6 %                                | 13,4 %                                | 15,3 %                                |
| 10               | 7 листопада 2013  | 14,3 %                                | 17,9 %                                | 15,3 %                                | 17,2 %                                |
| 11               | 13 листопада 2013 | 13,9 %                                | 17,1 %                                | 15,4 %                                | 16,8 %                                |
| 12               | 14 листопада 2013 | 14,0 %                                | 17,8 %                                | 15,9 %                                | 17,5 %                                |
| 13               | 20 листопада 2013 | 18,2 %                                | 22,1 %                                | 20,6 %                                | 22,7 %                                |
| 14               | 21 листопада 2013 | 19,4 %                                | 23,4 %                                | 22,1 %                                | 24,6 %                                |
| 15               | 27 листопада 2013 | 18,2 %                                | 22,7 %                                | 19,8 %                                | 21,0 %                                |
| 16               | 28 листопада 2013 | 20,2 %                                | 23,8 %                                | 21,1 %                                | 23,2 %                                |
| 17               | 4 грудня 2013     | 21,4 %                                | 27,6 %                                | 21,4 %                                | 23,4 %                                |
| 18               | 5 грудня 2013     | 21,8 %                                | 27,3 %                                | 23,9 %                                | 26,5 %                                |
| 19               | 11 грудня 2013    | 22,5 %                                | 28,5 %                                | 24,3 %                                | 27,0 %                                |
| 20               | 12 грудня 2013    | 23,5 %                                | 27,9 %                                | 25,6 %                                | 28,6 %                                |
| Середнє значення | Середнє значення  | 15,9 %                                | 19,7 %                                | 16,7 %                                | 18,4 %                                |

## Саундтрек
| Спадкоємці OST 1 | Спадкоємці OST 1                            | Спадкоємці OST 1                     | Спадкоємці OST 1 |
| #                | Назва                                       | Виконавець                           | Тривалість       |
| ---------------- | ------------------------------------------- | ------------------------------------ | ---------------- |
| 1.               | «I'm Saying... (말이야)»                    | Лі Хон Кі                            | 3:50             |
| 2.               | «Love Is...»                                | Парк Чан-Хен і Парк Хюн-Кю (Броманс) | 3:40             |
| 3.               | «Moment»                                    | Лі Чан-хв (співачка) (2АМ)           | 3:40             |
| 4.               | «In the Name of Love (사랑이라는 이름으로)» | Ken (VIXX)                           | 3:22             |
| 5.               | «Two People (두 사람) (Remake)»             | Парк Хюн-Кю (Броманс)                | 4:29             |
| 6.               | «Serendipity (세렌디피티)»                  | 2Young (투영)                        | 3:37             |
| 7.               | «Biting My Lower Lip (아랫입술 물고)»       | Esna (에스나)                        | 3:43             |
| 8.               | «Here For You»                              | Big Baby Driver (빅베이비드라이버)   | 3:40             |
| 9.               | «What We Used to Be»                        | Big Baby Driver (빅베이비드라이버)   | 3:27             |
| 10.              | «Some Other Day»                            | Big Baby Driver (빅베이비드라이버)   | 3:27             |
| 11.              | «I Will See You»                            | Trans Fixion (트랜스 픽션)           | 2:54             |
| 12.              | «I'm Saying... (말이야) (Inst.)»            | Лі Хон Гі                            | 3:50             |
| 13.              | «Love Is... (Inst.)»                        | Парк Чан-Хен і Парк Хюн-Кю (Броманс) | 3:40             |
| 14.              | «Moment (Inst.)»                            | Лі Чан-хв (співачка) (2АМ)           | 4:03             |

| Спадкоємці OST 2 | Спадкоємці OST 2                                           | Спадкоємці OST 2          | Спадкоємці OST 2 |
| #                | Назва                                                      | Виконавець                | Тривалість       |
| ---------------- | ---------------------------------------------------------- | ------------------------- | ---------------- |
| 1.               | «Story (스토리)»                                           | Пак Шин Хе                | 4:35             |
| 2.               | «Crying Again (또 운다)»                                   | Мун Мен Чжин(문명진)      | 3:50             |
| 3.               | «Only With My Heart (마음으로만)»                          | Елена Парк                | 4:25             |
| 4.               | «Don't Look Back (돌아보지마)»                             | Чхве Чжин Хек             | 4:07             |
| 5.               | «Painful Love (아픈 사랑)»                                 | Лі Мін Хо                 | 3:56             |
| 6.               | «Love Is... (Acoustic Ver.)»                               | Парк Хюн-Кю (Броманс)     | 3:10             |
| 7.               | «In the Name of Love (사랑이라는 이름으로) (English Ver.)» | Ken (VIXX)                | 3:22             |
| 8.               | «Growing Pains 2 (성장통 2)»                               | Cold Cherry (차가운 체리) | 3:52             |
| 9.               | «Heritor»                                                  | Різні виконавці           | 2:04             |
| 10.              | «I'm Saying (말이야) (Piano Ver.)»                         | Різні виконавці           | 2:02             |
| 11.              | «Dream Catcher»                                            | Різні виконавці           | 2:30             |
| 12.              | «Love Is... (Comic Ver.)»                                  | Різні виконавці           | 1:25             |
| 13.              | «Logical Love»                                             | Різні виконавці           | 2:44             |
| 14.              | «Weight of the Crown»                                      | Різні виконавці           | 3:08             |
| 15.              | «Aim at the Crown»                                         | Різні виконавці           | 2:11             |
| 16.              | «(별을 세는 아이)»                                         | Різні виконавці           | 2:12             |
| 17.              | «Portents of War»                                          | Різні виконавці           | 1:58             |
| 18.              | «Dream of One Summer Night (한여름 밤에 꿈)»               | Різні виконавці           | 2:31             |

## Міжнародні трансляції
Міжнародні права на показ телесеріалу були продані в 13 країн світу, з найвищою ціною продажу в Японії серед усіх корейських драм.
- Китай — Sohu and Youku
- Гонконг — TVB J2
- Індонезія — RCTI, Iflix[5]
- Ізраїль — Viva[6]
- Японія — KNTV[7]
- Малайзія — ONE TV ASIA, 8TV (Malaysia) Iflix
- Монголія — Mongol TV
- Філіппіни — ABS-CBN, Jeepney TV, Iflix
- Румунія — Euforia TV
- Сінгапур — ONE TV ASIA, MediaCorp Channel U
- Шрі Ланка — Derana TV, Iflix
- Індія — Puthuyugam TV
- Таїланд — Workpoint TV, Iflix
- Об'єднані Арабські Емірати — MBC 4
- В'єтнам — HTV3[8]
- М'янма — MRTV-4